# ۱۰۸۹ (خورشیدی)
۱۰۸۹ هزار و هشتاد و نهمین سال هجری خورشیدی است.